# Michelle Toro
Michelle Toro (n. 2 ianuarie 1991, Pretoria, Africa de Sud) este o înotătoare canadiană, medaliată olimpică. A participat la o ediție a Jocurilor Olimpice (2016) în care a câștigat o medalie de bronz.